# المشاييخ وجرجه
المشاييخ وجرجه قرية سعودية، تتبع لمحافظة الطائف التابعة لإمارة منطقة مكة المكرمة.

## القرية
تبعد القرية عن محافظة الطائف حوالي 35 كيلو مترا باتجاه الجنوب، نوع الطريق أسفلت. أقرب مدينة أو قرية بها مركز وخدمات صحية هو السودة الذي يبعد عن القرية 5 كم. خدمات التعليم: يوجد في القرية مدرسة ثماله الأولى الابتدائية (بنين)، ومدرسة ثماله السفلى الابتدائية ومدرسة ثماله السفلى المتوسطة ومدرسة ثماله السفلى الثانوية (بنات). الخدمات العامة: كهرباء عامة وخدمة بلدية وخدمة بريد وبث تلفزيوني.